# 51a Divisió d'Infanteria (Highland)
La 51a Divisió d'Infanteria (Highland) va ser una divisió de l'Exèrcit Territorial britànic que lluità en la Segona Guerra Mundial. La divisió va rebre el malnom de "Highway Decorators", en referència a la insígnia "HD" amb què adornaven els senyals de carretera durant el seu avanç.

## Història
La 51a Divisió, comandada per Victor Fortune, va formar part del Cos Expedicionari Britànic a l'inici de la Segona Guerra Mundial. Amb la captura de dues brigades a França, la divisió cessà d'existir efectivament. La 9a Divisió d'Infanteria (Highland) va ser renumerada com la 51a i posteriorment a la campanya del nord d'Àfrica. Des d'allà passà a Sicília abans de tornar a França durant la invasió del nord d'Europa.

### França 1940
Després de 3 anys d'entrenament sota el comandament del Major General Fortune, la 51a Divisió d'Infanteria salpà des de Southampton i desembarcà a Le Havre a mitjans de gener de 1940. Va ser enviada davant de la fortalesa de Ouvrage Hackenberg, a la Línia Maginot, i aconseguí escapar de quedar encerclada, juntament amb la resta de la BEF a Dunkerque. Va tornar a ser situada en una nova línia al voltant del riu Somme, on va quedar inclòs al Desè Exèrcit francès. Durant algun temps, va haver de mantenir una línia quatre vegades més gran del que habitualment s'espera que cobreixi una divisió. Durant aquest període, la 154a Brigada va ser destacada de la "Arkforce" i va poder escapar de l'avanç alemany cap al Midi francès i Normandia. Però les brigades 152a i 153a van quedar atrapades a Saint-Valéry-en-Caux i van rendir-se el 12 de juny.
Posteriorment, la major part dels membres van ser presoners del Stalag XX-A a Toruń fins a inicis de 1945, quan van haver de fer la "Llarga Marxa", caminant uns 730 km durant l'hivern fins al Stalag XIB/357 a Bad Fallingbostel, al cor de Lüneburg.

### El Renaixement d'una Divisió
L'agost de 1940, la 9a Divisió d'Infanteria (Highland), un duplicat de segona fila de l'Exèrcit Territorial de la 51a Divisió, va convertir-se en la nova 51a Divisió, amb les brigades 26a i 27a van ser redenominades com 152a i 153a Brigades, i la 28a va convertir-se en la 154a, tot i estar per sota de la seva força. Passà els dos anys següents dedicats a la defensa de la costa sud d'Anglaterra i de la costa nord-est d'Escòcia.

### La Mediterrània
Arribant al nord d'Àfrica al juny de 1942, la nova 51a Divisió Highland participà en la seva primera batalla a El Alamein (octubre-novembre de 1942). Va tenir un paper principal a l'operació Peu Lleuger, on va estar al centre de l'avanç nord, entre la 9a Divisió Australiana i la 2a Divisió Neozelandesa. Va enfrontar-se amb la 21a Divisió Panzer i amb diverses unitats italianes. Si bé en un inici no va tenir èxit durant Peu Lleuger, els camps de mines que van netejar van ser claus per aconseguir l'èxit durant l'Operació Supercàrrega. Participà en la batalla de Wadi Akarit, Tunísia, a inicis d'abril de 1943, i va prendre part a l'assalt frontal contra els punts forts protegits per profunds camps de mines, on estaven a la punta dreta de la línia. El comandant de batalló del 7è Argylls, el tinent coronel Lorne Campbell, va ser condecorat amb la Creu Victòria pel seu lideratge durant la batalla. Després, la divisió va prendre part a la invasió de Sicília i després, a la invasió d'Itàlia. Després va ser reclamada del Vuitè Exèrcit a Itàlia, per desig de l'antic comandant del 8è Exèrcit, General Bernard Law Montgomery, juntament amb la 7a Divisió Cuirassada i la 50a Divisió d'Infanteria (Northúmbria) per preparar la invasió del nord-oest d'Europa. Montgomery posteriorment comentà "De les diverses bones divisions que van servir a les meves ordres durant la Segona Guerra Mundial, cap no va ser millor que la divisió Highland".

### Motí de Salerno
Quan diversos soldats ferits que s'estaven recuperant de la 51a tornaren del seu hospital del nord d'Àfrica per tornar-se a unir a la divisió a Itàlia, on se'ls dividí i se'ls dirigí a diverses unitats i formacions diferents a la 51a Divisió o als seus regiments. Alguns soldats de la divisió ho van veure com una prepotència administrativa i rebutjaren seguir aquestes ordres. Finalment, els amotinats finalment van ser distribuïts independentment en diverses formacions, i els líders van ser empresonats.

### Normandia
La 51a Divisió va desembarcar a Normandia el 7 de juny, integrada al I Cos. Després de passar un breu període donant suport a la 3a divisió canadenca, va ser enviada a través del riu Orne, passant dos mesos donant suport a la 6a Divisió Aerotransportada al seu cap de pont. Durant el seu període va intervenir en diverses accions difícils, coma Breville (11-12 de juny) i Colombelles (11 de juliol). La seva actuació a Normandia va ser, malgrat tot, considerada decebedora, en particular pel General Montgomery, que afirmà en un telegrama que envià al Mariscal Brooke que la divisió "havia fracassat en totes les missions que se'ls havia encomanat". Això comportà que el comandant durant l'època de Normandia, Major-General D.C. Bullen-Smith, fos substituït pel Major-General Thomas Rennie, que havia servit amb la divisió a França, nord d'Àfrica i Sicília abans de ser promogut a comandar la 3a divisió d'Infanteria per a la invasió de Normandia.
L'1 d'agost de 1944 la divisió, juntament amb la resta del I Cos, va passar a formar part del recentment activat Primer Exèrcit Canadenc. La divisió lluità en aquest exèrcit a l'Operació Totalize, abans d'avançar cap a Lisieux. Llavors continuà cap a l'est pel riu Sena i es dirigí, obeint ordres de Montgomery, cap a Saint-Valéry-en-Caux, on la divisió es va rendir al juny de 1940. La divisió va fer sonar gaites i tambors pels carrers de la ciutat, i en la desfilada es van incloure veterans de la campanya de 1940 amb els membres de la 51a de 1944. Posteriorment es faria el mateix a Dieppe, quan va ser alliberada per la 2a divisió d'infanteria canadenca.

### Després de Normandia
Abandonant St. Valery, la 51a Divisió participà en l'operació Astonia, la batalla per alliberar Le Havre. Després de l'exitosa conquesta de la ciutat, la divisió va anar a prendre part en la batalla de l'Escalda a l'octubre de 1944, fins a passar a la reserva i fer tasques de guarnició al riu Mosa durant la batalla de les Ardenes, formant part del XXX Cos. No participà en les primeres etapes de la lluita i es desplega de manera provisional per si de cas els alemanys aconseguien superar el front. El gener de 1945 la divisió, juntament amb la resta del XXX Cos, va ajudar a netejar l'extrem nord del sortint alemany, enllaçant amb la 84a divisió estatunidenca a Nisramont el 14 de gener. Després d'això, la divisió participà en l'operació Veritable, la neteja del Rin, acabant la guerra a l'àrea de Bremerhaven, al nord d'Alemanya.
Durant la campanya del nord-est d'Europa, la 51a Divisió (Highland) va tenir un total de 19.524 baixes en combat.

## Ordre de Batalla

### 51a Divisió d'Infanteria (Highland), 1939-1940[8]
152a Brigada d'Infanteria
- 2n Batalló, The Seaforth Highlanders (exèrcit regular)
- 4t Batalló, The Seaforth Highlanders
- 4t Batalló, The Queen's Own Cameron Highlanders

153a Brigada d'Infanteria
- 4t Batalló, The Black Watch
- 1r Batalló, The Gordon Highlanders (exèrcit regular)
- 5è Batalló, The Gordon Highlanders

154a Brigada d'Infanteria
- 1r Batalló, The Black Watch (exèrcit regular)
- 7è Batalló, The Argyll and Sutherland Highlanders
- 8è Batalló, The Argyll and Sutherland Highlanders

Unitats de Suport de la Divisió
- 1r Lothians & Border Yeomanry
- 75è Regiment (Highland), Artilleria Reial
- 76è Regiment (Highland), Artilleria Reial
- 77è Regiment (Highland), Artilleria Reial
- 51r (West Highland) Regiment Antitanc, Artilleria Reial
- 236a Companyia de Camp, Enginyers Reials
- 237a Companyia de Camp, Enginyers Reials
- 238a Companyia de Camp, Enginyers Reials

### 51a Divisió d'Infanteria (Highland), 1940-1945[9]
152a Brigada d'Infanteria (antiga 26a Brigada d'Infanteria)
- 2n Batalló, The Seaforth Highlanders
- 5è Batalló, The Seaforth Highlanders
- 5è Batalló, The Queen's Own Cameron Highlanders

153a Brigada d'Infanteria (antiga 27a Brigada d'Infanteria)
- 5è Batalló, The Black Watch
- 1r Batalló, The Gordon Highlanders
- 5/7è Batalló, The Gordon Highlanders

154a Brigada d'Infanteria (antiga 28a Brigada d'Infanteria)
- 1r Batalló, The Black Watch
- 7è Batalló, The Black Watch
- 7è Batalló, The Argyll and Sutherland Highlanders

Unitats de Suport de la Divisió
- 1r/7è Batalló, The Middlesex Regiment
- 2n Derbyshire Yeomanry, Reial Cos Cuirassat
- 126è Regiment de Camp, Artilleria Reial
- 127è Regiment de Camp, Artilleria Reial
- 128è Regiment de Camp, Artilleria Reial
- 61st Regiment Antitanc, Artilleria Reial
- 274a Companyia de Camp, Enginyers Reials
- 275a Companyia de Camp, Enginyers Reials
- 276a Companyia de Camp, Enginyers Reials

### Comandants[10]
- Major General Victor Fortune: 1937 - 12 de juny de 1940 (Capturat)
- Major General Sir Alan Cunningham: 7 d'agost de 1940 - 7 d'octubre de 1940
- Major General Sir Neil Ritchie: 7 d'octubre de 1940- 11 de juny de 1941
- Major General Douglas Wimberley: 11 de juny de 1941 - 8 d'agost de 1943
- Major General D.C.Bullen-Smith: 8 d'agost de 1943 - 26 de juliol de 1944
- Major General Tom Rennie: 26 de juliol de 1944 - 23 de març de 1945 (mort en acció)
- Major General Gordon Holmes MacMillan: 23 de març de 1945 - ?
- Major General A.J.H.Cassels: ? - ?

## Receptors de la Creu Victòria

### I Guerra Mundial
- Sergent William Gosling, Royal Field Artillery, 3rd Wessex Brigade
- Private George McIntosh, 1/6th Battalion, Gordon Highlanders
- Sergeant Alexander Edwards, 1/6th Battalion, Seaforth Highlanders
- Lance Corporal Robert McBeath, 1/5th Battalion, Seaforth Highlanders
- Sergent John Meikle, 4th Battalion, Seaforth Highlanders
- Tinent William Davidson Bissett, 1/6th Battalion, Argyll and Sutherland Highlanders

### II Guerra Mundial
- Tinent coronel Lorne MacLaine Campbell, 7th Battalion, Argyll and Sutherland Highlanders